# Atletismo nos Jogos Pan-Americanos de 1999 - Lançamento de disco feminino
A prova do lançamento de disco feminino nos Jogos Pan-Americanos de 1999 foi realizada em 30 de julho de 1999.

## Medalhistas
| Ouro                           | Prata                         | Bronze                     |
| Aretha Hill USA Estados Unidos | Kris Kuehl USA Estados Unidos | Anaelys Fernández CUB Cuba |

### Final
| Posição           | Nome               | Nacionalidade         | Marca | Notas |
| ----------------- | ------------------ | --------------------- | ----- | ----- |
| Medalha de ouro   | Aretha Hill        | USA Estados Unidos    | 59.06 |       |
| Medalha de prata  | Kris Kuehl         | USA Estados Unidos    | 57.21 |       |
| Medalha de bronze | Anaelys Fernández  | CUB Cuba              | 56.32 |       |
| 4                 | Rhonda Hackett     | TRI Trinidad e Tobago | 51.42 |       |
| 5                 | Elisângela Adriano | BRA Brasil            | DQ    | [ 2 ] |